# Vegakameratene
Il Vegakameratene è una società di calcio a 5 norvegese con sede nella città di Trondheim. Attualmente milita nella Futsal Eliteserien.

## Storia
La squadra fu fondata nel 2002. Tra il 2011 e il 2014 vinse quattro edizioni consecutive del campionato. A livello continentale, il Vegakameratene debuttò nella Coppa UEFA 2011-12 in cui fu eliminato nel turno principale

## Palmarès
- Campionato norvegese: 4

2010-2011, 2011-2012, 2012-2013, 2013-2014